# Laurence Leboeuf
Laurence Leboeuf (Montréal, 13 dicembre 1985) è un'attrice canadese, figlia di due attori quebecchesi: Diane Lavallée e Marcel Leboeuf.
Laurence è meglio conosciuta per il ruolo di Cody Myers nella serie televisiva 15/Love. Era fidanzata con Max Walker (come aveva rivelato Max nel suo blog), co-star in 15/Love.

## Biografia
La carriera da attrice di Laurence comincia nel 1996 quando interpreta il ruolo di Evelyne Boivin nella serie televisiva francese Virginie. Due anni più tardi ricopre invece il ruolo di Catherine in L'ombre de l'epervier. Nel 2002 il ruolo di Isabelle in Tag - Epilogue le fa guadagnare una nomination ai Gemini Awards. Nel 2004 viene selezionata per il ruoo di Cody Myers nella serie televisiva canadese 15/Love. Lo show è una serie basata sulle vicende di un gruppo di giocatori di tennis teenager che frequentano la Cascadia Tennis Academy. La popolarità del programma aiutò Laurence a cominciare una carriera nel mondo della recitazione in lingua inglese che la vede poi partecipe della miniserie Tv Human Trafficking e del film del 2006 The Secret.
Nel 2007 ha partecipato alla serie televisiva "Les Lavigueur, la vraie historie" nel ruolo di Louise.
Man mano ebbe successo con la sua carriera nel mondo della recitazione, l'ha portata avanti ad interpretare "Apple" Ragazzina apparsa dal nulla pronta ad aiutare The kid contro il malvagio Zeus. - Turbo Kid - Film (2015)
Turbo Kid segna l'esordio alla regia di Anouk Whissell, François Simard e Yoann-Karl Whissell. Il film è nato come un cortometraggio iscritto al concorso per l'antologia horror The ABCs of Death. Il corto non ha avuto un posto nell'antologia che gli ha preferito "T is for Toilet" di Lee Hardcastle, ma il produttore Ant Timpson ha chiesto ai realizzatori se avessero preso in considerazione l'idea di trasformare la loro storia in un lungometraggio e come potete intuire la cosa è andata in porto.
La storia ambientata nel 1997 in un mondo post-apocalittico ormai in rovina segue un orfano chiamato The Kid (Munro Chambers), che sopravvive da solo attraverso la siccità di un inverno nucleare attraversando una landa desolata sulla sua BMX e recuperando scarti per scambiarli con una scarsa fornitura di acqua. Quando Apple (Laurence Leboeuf), la sua nuova migliore amica dai capelli rosa viene rapita da un seguace del cattivo supremo chiamato Zeus (Michael Ironside), The Kid ispirandosi al suo eroe dei fumetti "Turbo" trova il coraggio di salvarla e combattere contro Zeus, il suo spietato braccio destro Skeletron ed il loro feroce esercito.
Nel 2017 ha una piccola parte nel film Madre! di Darren Aronofsky.

## Filmografia

### Cinema
- Foreverland regia di Maxwell McGuire (2011)
- Turbo Kid, regia di François Simard (2015)
- Madre! (Mother!), regia di Darren Aronofsky (2017)

### Televisione
- Virginie – serie TV (1996)
- L'ombre de l'épervier – serie TV (1998)
- Tag II – serie TV (2002)
- Tag - Épilogue – serie TV (2002)
- Human Trafficking – miniserie TV (2005)
- 15/Love – serie TV, 52 episodi (2004-2006)
- Durham County – serie TV, 18 episodi (2007-2010)
- Windfall and Misfortunes – miniserie TV, 6 puntate (2008)
- Flashpoint – serie TV, 1 episodio (2009)
- Being Erica – serie TV, 13 episodi (2009-2010)
- Trauma – serie TV, 32 episodi (2010-2012)
- Being Human – serie TV, 2 episodi (2011)
- 19-2 – serie TV, 34 episodi (2014-2017)
- Transplant – serie TV, 49 episodi (2020-2024)

## Riconoscimenti
- 2008 – Laurence ha vinto il premio Jutra come miglior attrice non protagonista nel film Ma fille, mon ange.
- 2005 – Gemini Awards – Miglior performance in un programma o una serie per bambini e ragazzi: 15/Love. (2004) episodio Ghost of a Chance
- 2004 – Gemini Award – Candidatura al ruolo di Isabelle in Tag-Epilogue.

## Doppiatrici italiane
Nelle versioni in italiano delle opere in cui ha recitato, Laurence Leboeuf è stata doppiata da:
- Beatrice Caggiula in 15/Love
- Letizia Scifoni in Durham County
- Valentina Favazza in Transplant